# Дзюдо на літніх Олімпійських іграх 1988
Змагання з дзюдо на літніх Олімпійських іграх 1988 у Сеулі пройшли з 25 вересня по 1 жовтня.

## Медальний залік
| Місце  | Країна                | Золото | Срібло | Бронза | Загалом |
| ------ | --------------------- | ------ | ------ | ------ | ------- |
| 1      | Південна Корея (KOR)  | 2      | 0      | 1      | 3       |
| 2      | Польща (POL)          | 1      | 1      | 0      | 2       |
| 3      | Японія (JPN)          | 1      | 0      | 3      | 4       |
| 4      | Франція (FRA)         | 1      | 0      | 1      | 2       |
| 5      | Австрія (AUT)         | 1      | 0      | 0      | 1       |
| 5      | Бразилія (BRA)        | 1      | 0      | 0      | 1       |
| 7      | НДР (GDR)             | 0      | 2      | 1      | 3       |
| 8      | ФРН (FRG)             | 0      | 2      | 0      | 2       |
| 9      | СРСР (URS)            | 0      | 1      | 4      | 5       |
| 10     | США (USA)             | 0      | 1      | 1      | 2       |
| 11     | Бельгія (BEL)         | 0      | 0      | 1      | 1       |
| 11     | Велика Британія (GBR) | 0      | 0      | 1      | 1       |
| 11     | Нідерланди (NED)      | 0      | 0      | 1      | 1       |
| Всього | Всього                | 7      | 7      | 14     | 28      |

## Медалісти
| Event       | Золото                       | Срібло                           | Бронза                          |
| ----------- | ---------------------------- | -------------------------------- | ------------------------------- |
| До 60 кг    | Кім Дже Йоп · Південна Корея | Кевін Асано · США                | Сіндзі Хосокава · Японія        |
| До 60 кг    | Кім Дже Йоп · Південна Корея | Кевін Асано · США                | Аміран Тотікашвілі · СРСР       |
| До 65 кг    | Лі Гьон Гин · Південна Корея | Януш Павловський · Польща        | Брюно Карабетта · Франція       |
| До 65 кг    | Лі Гьон Гин · Південна Корея | Януш Павловський · Польща        | Йосуке Ямамото · Японія         |
| До 71 кг    | Марк Александр · Франція     | Свен Лолль · НДР                 | Майк Свейн · США                |
| До 71 кг    | Марк Александр · Франція     | Свен Лолль · НДР                 | Георгій Танадзе · СРСР          |
| До 78 кг    | Вальдемар Легень · Польща    | Франк Венеке · Західна Німеччина | Торстен Брехот · НДР            |
| До 78 кг    | Вальдемар Легень · Польща    | Франк Венеке · Західна Німеччина | Башир Вараєв · СРСР             |
| До 86 кг    | Петер Зайзенбахер · Австрія  | Володимир Шестаков · СРСР        | Акінобу Осако · Японія          |
| До 86 кг    | Петер Зайзенбахер · Австрія  | Володимир Шестаков · СРСР        | Бен Спійкерс · Нідерланди       |
| До 95 кг    | Ауреліу Мігел · Бразилія     | Марк Майлінг · Західна Німеччина | Денніс Стюарт · Велика Британія |
| До 95 кг    | Ауреліу Мігел · Бразилія     | Марк Майлінг · Західна Німеччина | Роберт Ван де Валле · Бельгія   |
| Понад 95 кг | Хітоcі Сайто · Японія        | Генрі Штьор · НДР                | Чо Йон Чуль · Південна Корея    |
| Понад 95 кг | Хітоcі Сайто · Японія        | Генрі Штьор · НДР                | Григорій Верічев · СРСР         |